# Arbre généalogique détaillé de la maison de Rohan
Pour les articles homonymes, voir Rohan et Familles de Rohan.
Cette page présente la généalogie détaillée de la maison de Rohan.
```
Guéthénoc 
de Porhoët
 (???? – après 1021), 
vicomte de Porhoët

x 
Alarun de Cornouaille

│
└──> 
Josselin 
I
er
 de Porhoët
 (????-1074), vicomte de Bretagne, 
de Rennes
 et 
de Porhoët

     x 
?

     │
     └──> 
Eudon 
I
er
 de Porhoët
 (???? – après 1092), 
vicomte de Porhoët
 et 
de Rennes

          x 
Emma 
de Léon
[
1
]
 (???? – 1092)

          │
          └──> 
Alain de Porhoët dit « 
Alain
 
I
er
 
de Rohan
 
le Noir
 »
 (1084-1147), 
vicomte de Rohan
, 
comte de Richmond
, vicomte de Castelnoec
               x (1128) 
Villana (Wille) N
 (vers 1085-????)
               │
               ├──> 
Alain
 II 
de Rohan
 (????-1170), 
vicomte de Rohan
, vicomte de Castelnoec, seigneur de 
Guéméné
 et de 
Guingamp

               │    x ?
               │    │
               │    ├──> 
Alain
 III 
de Rohan
 (1135-1195), 
vicomte de Rohan

               │    │    x (après 1164) Constance de Penthièvre dite « 
Constance de Bretagne
 »
[
2
]
 (vers 1140 – vers 1184), dame 
de Richmond
, de 
Corlay
 et de Mur-de-Bretagne
               │    │    │
               │    │    ├──> 
Alain
 IV 
de Rohan
 
le Jeune
 (1166-1205), 
vicomte de Rohan
, seigneur de 
Guéméné
, croisé
               │    │    │    x 
Mabile de 
Fougères
[
3
]
 (???? – avant 1198)
               │    │    │    │
               │    │    │    ├──> 
Geoffroy
 
I
er
 
de Rohan
 (1190-1221), 
vicomte de Rohan

               │    │    │    │    x 
Marguerite de Thouars

               │    │    │    │    x (après 04/05/1220) 
Gervaise de Vitré dite « 
Gervaise de Dinan
 »
[
4
]
 (vers 1185 – vers 1238), 
vicomtesse de Dinan-sud
 et de Léhon, dame de 
Bécherel

               │    │    │    │
               │    │    │    ├──> 
Conan de Rohan
 (1190-1221)
               │    │    │    │
               │    │    │    ├──> 
Olivier
 
I
er
 
de Rohan
 (après 1191 – 1228), 
vicomte de Rohan

               │    │    │    │
               │    │    │    ├──> 
Alain
 V 
de Rohan
 (avant 1205-1242), 
vicomte de Rohan

               │    │    │    │    x 
Aliénor 
de Porhoët
[
5
]
 (vers 1200-????), dame de Lannouée
               │    │    │    │    │
               │    │    │    │    ├──> 
Alain
 VI 
de Rohan
 (1232-1304), 
vicomte de Rohan

               │    │    │    │    │    x Isabeau 
de Léon
 dite « 
Isabeau de Correc
 »
[
6
]
 (????-1266)
               │    │    │    │    │    x (1266) 
Thomasse de 
La Roche-Bernard
[
7
]
 (vers 1245 – après 1304)
               │    │    │    │    │    │
               │    │    │    │    │    ├──> 
Olivier
 II 
de Rohan
 (1271-1326), 
vicomte de Rohan

               │    │    │    │    │    │    x (1307) 
Alix de Rochefort
[
8
]
 (vers 1285-????)
               │    │    │    │    │    │    │
               │    │    │    │    │    │    ├──> 
Alain
 VII 
de Rohan
 (vers 1308-1352), 
vicomte de Rohan

               │    │    │    │    │    │    │    x (1322) 
Jeanne de 
Rostrenen
[
9
]
 (vers 1300-1372), dame de 
Guéméné
-Guégant
               │    │    │    │    │    │    │    │
               │    │    │    │    │    │    │    ├──> 
Jean
 
I
er
 
de Rohan
 (1324-1396), 
vicomte de Rohan
, seigneur de 
Guéméné

               │    │    │    │    │    │    │    │    x (1349) 
Jeanne 
de Léon
[
10
]
 (????-1372), 
vicomtesse de Léon

               │    │    │    │    │    │    │    │    │
               │    │    │    │    │    │    │    │    ├──> 
Alain
 VIII 
de Rohan
 (1355-1429), 
vicomte de Rohan
 et 
de Porhoët
, 
seigneur de Blain
, de 
Noyon-sur-Andelle
, de 
Pont-Saint-Pierre
 et de 
Radepont

               │    │    │    │    │    │    │    │    │    x (1407) 
Béatrix de Clisson
[
11
]
 (????-1448), 
vicomtesse de Porhoët
, dame 
de Blain
, 
baronne de Pontchâteau

               │    │    │    │    │    │    │    │    │    │
               │    │    │    │    │    │    │    │    │    └──> 
Alain
 IX 
de Rohan
 (vers 1382-20/03/1462 à 
La Chèze
), 
vicomte de Rohan
, 
de Léon
 et de 
Porhoët
, 
baron de Pontchâteau
, 
seigneur de Blain
, de 
Noyon-sur-Andelle
, de 
Pont-Saint-Pierre
, de 
Radepont
 et de 
La Garnache

               │    │    │    │    │    │    │    │    │         x (26/06/1407 à 
Nantes
) Marguerite de Montfort dite « 
Marguerite de Bretagne
 »
[
12
]
 (1392-13/04/1428 à 
Blain
), dame de 
Guillac

               │    │    │    │    │    │    │    │    │         │
               │    │    │    │    │    │    │    │    │         ├──> 
Alain de Rohan
 (1408-1449 à 
Fougères
), 
vicomte de Porhoët

               │    │    │    │    │    │    │    │    │         │    x (1443) 
Yolande de
 Montfort-
Laval
[
13
]
 (01/10/1421 à 
Nantes
 – 1487)
               │    │    │    │    │    │    │    │    │         │
               │    │    │    │    │    │    │    │    │         ├──> 
Marguerite de Rohan
 (vers 1412-1497 à 
Cognac
)
               │    │    │    │    │    │    │    │    │         │    x (31/08/1449) 
Jean de Valois-Orléans dit « 
Jean
 II 
de Valois
-Angoulême »
[
14
]
 (1399-1467), 
comte d'Angoulême
 et de 
Périgord
, 
duc de Milan

               │    │    │    │    │    │    │    │    │         │    x 
Gilles de Montmorency-Laval dit « 
Gilles
 II 
de Laval
-Loué »
[
15
]
 (???? – 
décembre 1559
), 
vicomte de Brosse
, seigneur de 
Loué
, de 
Benais
, de 
Montsabert
, de Marcillé, du Parvis, de 
Bressuire
, de Maillé, 
La Rochecorborn
, de La Haye, et de La Motte-Sainte-Heraye
               │    │    │    │    │    │    │    │    │         │
               │    │    │    │    │    │    │    │    │         ├──> 
Jeanne de Rohan
 (1415 – après 1459)
               │    │    │    │    │    │    │    │    │         │    x (11/02/1442) 
François
 
I
er
 
de Rieux
[
16
]
 (11/08/1418-20/11/1458), 
seigneur de Rieux
 et 
de Rochefort
, baron de 
Malestroit
, 
comte d'Harcourt
, 
seigneur d'Assérac
, 
vicomte de Donges
, conseiller et chambellan de 
François 
I
er
 de Bretagne
, chevalier de l'
Ordre de l'Hermine
, chambellan du dauphin (futur 
Louis XI
)
               │    │    │    │    │    │    │    │    │         │
               │    │    │    │    │    │    │    │    │         ├──> 
Catherine de Rohan
 (vers 1425 – après 1471)
               │    │    │    │    │    │    │    │    │         │    x (22/04/1429) 
Jacques de Dinan
[
17
]
 (????-30/04/1444), 
chevalier banneret
, 
seigneur de Beaumanoir
, de Montafilant, et du Bodister, 
capitaine
 de 
Josselin
, gouverneur de Sablé, 
grand bouteiller de France

               │    │    │    │    │    │    │    │    │         │    x (20/09/1447) 
Jean
 
I
er
 
d'Albret
[
18
]
 (1430-03/01/1468), vicomte de 
Tartas

               │    │    │    │    │    │    │    │    │         │
               │    │    │    │    │    │    │    │    │         ├──> 
Béatrix de Rohan
[
19
]
 (????-1418)
               │    │    │    │    │    │    │    │    │         │
               │    │    │    │    │    │    │    │    │         x (16/11/1450) 
Marie de Lorraine
-Vaudémont
[
20
]
 (????-23/04/1455)
               │    │    │    │    │    │    │    │    │         │
               │    │    │    │    │    │    │    │    │         ├──> 
Jean
 II 
de Rohan
 (16/11/1452-01/04/1516 à 
Blain
), 
vicomte de Rohan
 et 
de Léon
, 
comte de Porhoët
, 
seigneur de Blain
, de 
La Garnache
 et de 
Beauvoir-sur-Mer
, conseiller et chambellan du roi 
Charles VIII
, lieutenant général de Bretagne
               │    │    │    │    │    │    │    │    │         │    x (1462) 
Marie de Montfort dite « 
Marie de Bretagne
 »
[
21
]
 (1446-1511)
               │    │    │    │    │    │    │    │    │         │    │
               │    │    │    │    │    │    │    │    │         │    ├──> 
François de Rohan
 (1469-1488 à 
Saint-Aubin-du-Cormier
)
               │    │    │    │    │    │    │    │    │         │    │
               │    │    │    │    │    │    │    │    │         │    ├──> 
Jean de Rohan
 (1476-1505)
               │    │    │    │    │    │    │    │    │         │    │
               │    │    │    │    │    │    │    │    │         │    ├──> 
Jacques
 
I
er
 
de Rohan
 (1478-23/10/1527 à 
Corlay
), 
vicomte de Rohan
 et de 
Léon
, 
comte de Porhoët

               │    │    │    │    │    │    │    │    │         │    │    x 
Françoise de Daillon
 du 
Lude

               │    │    │    │    │    │    │    │    │         │    │    x 
Françoise de Rohan
-
Guéméné
 
(voir plus bas)

               │    │    │    │    │    │    │    │    │         │    │
               │    │    │    │    │    │    │    │    │         │    ├──> 
Georges de Rohan
 (1479-1502)
               │    │    │    │    │    │    │    │    │         │    │
               │    │    │    │    │    │    │    │    │         │    ├──> 
Claude de Rohan
 (1480-08/07/1540), 
évêque de Quimper et de Cornouaille

               │    │    │    │    │    │    │    │    │         │    │
               │    │    │    │    │    │    │    │    │         │    ├──> 
Anne de Rohan
 (1485-05/04/1529 à 
Blain
), 
vicomtesse de Rohan

               │    │    │    │    │    │    │    │    │         │    │    x (25/09/1515) 
Pierre
 II 
de Rohan
-Gié
 (????-1525), 
seigneur de Blain
, de 
Frontenay
, de La Marche et de 
Gié
, 
vicomte de Carentan
 
(voir plus bas)

               │    │    │    │    │    │    │    │    │         │    │
               │    │    │    │    │    │    │    │    │         │    └──> 
Marie de Rohan
 (????-1542)
               │    │    │    │    │    │    │    │    │         │         x (1511) 
Louis
 IV 
de Rohan
-
Guéméné
 (????-1527), seigneur de 
Guéméné
 
(voir plus bas)

               │    │    │    │    │    │    │    │    │         │
               │    │    │    │    │    │    │    │    │         ├──> 
Catherine de Rohan

               │    │    │    │    │    │    │    │    │         │    x 
René de Keradreux

               │    │    │    │    │    │    │    │    │         │
               │    │    │    │    │    │    │    │    │         x (1456) 
Péronnelle de Maillé
, 
baronne douairière de Pontchâteau

               │    │    │    │    │    │    │    │    │         │
               │    │    │    │    │    │    │    │    │         ├──> 
Pierre de Rohan
 dit « Pierre de Quintin »
 (1456-24/06/1491), 
baron de Pontchâteau
, seigneur de 
La Garnache
, 
baron consort de Quintin

               │    │    │    │    │    │    │    │    │         │    x (20/11/1484) 
Jeanne 
du Perrier
 (????-1504), 
baronne de Quintin
 et de 
[[
Blossac|
Blossac]]
 
, 
dame
 de La 
Roche d'Iré

               │    │    │    │    │    │    │    │    │         │    │
               │    │    │    │    │    │    │    │    │         │    ├──> 
Christophe de Rohan
 (???? – avant 1491)
               │    │    │    │    │    │    │    │    │         │    │
               │    │    │    │    │    │    │    │    │         │    x 
Jeanne de Daillon

               │    │    │    │    │    │    │    │    │         │    x 
Isabeau de La Chapelle
 (????-1519), dame de La Chapelle et de 
Molac

               │    │    │    │    │    │    │    │    │         │
               │    │    │    │    │    │    │    │    │         ├──> 
Louis de Rohan

               │    │    │    │    │    │    │    │    │         │
               │    │    │    │    │    │    │    │    │         ├──> 
François de Rohan

               │    │    │    │    │    │    │    │    │         │
               │    │    │    │    │    │    │    │    │         ├──> 
Antoine de Rohan

               │    │    │    │    │    │    │    │    │         │
               │    │    │    │    │    │    │    │    │         ├──> 
Madeleine de Rohan
, nonne à 
Fontevrault

               │    │    │    │    │    │    │    │    │         │
               │    │    │    │    │    │    │    │    │         ├──> 
Anne de Rohan
, nonne à 
Fontevrault

               │    │    │    │    │    │    │    │    │         │
               │    │    │    │    │    │    │    │    │         └──> 
Isabeau de Rohan

               │    │    │    │    │    │    │    │    │
               │    │    │    │    │    │    │    │    ├──> 
Jeanne de Rohan
, dame de 
Noyon-sur-Andelle

               │    │    │    │    │    │    │    │    │    x (05/04/1374) 
Robert d'Alençon
[
22
]
 (1344-1377), du 
Perche

               │    │    │    │    │    │    │    │    │    x 
Pierre
 II 
d'Amboise
[
23
]
 (vers 1357-1426), 
vicomte de Thouars

               │    │    │    │    │    │    │    │    │
               │    │    │    │    │    │    │    │    ├──> 
Marguerite de Rohan

               │    │    │    │    │    │    │    │    │    x 
Jean 
Botterel-Quintin

               │    │    │    │    │    │    │    │    │
               │    │    │    │    │    │    │    │    ├──> 
Édouard de Rohan
 (???? – vers 1445), 
vicomte de Léon

               │    │    │    │    │    │    │    │    │    x (1406) 
Marguerite de Châteaubriant
[
24
]
 (????-27/04/1414), dame de Portrie et de La Marousière
               │    │    │    │    │    │    │    │    │    │
               │    │    │    │    │    │    │    │    │    ├──> 
Jeanne de Rohan

               │    │    │    │    │    │    │    │    │    │    x 
Guillaume de Saint-Gilles

               │    │    │    │    │    │    │    │    │    │
               │    │    │    │    │    │    │    │    │    └──> 
Louise de Rohan
, 
dame de Léon

               │    │    │    │    │    │    │    │    │         x 
Patry
 III 
de 
Châteaugiron
 (????-27/04/1427 à 
Pontorson
), seigneur de 
Châteaugiron
 et de 
Derval
, 
grand chambellan de Bretagne

               │    │    │    │    │    │    │    │    │         x 
Jean de 
Rostrenen
, seigneur de Coetdor et de La Chesnaye
               │    │    │    │    │    │    │    │    │
               │    │    │    │    │    │    │    │    ├──> 
Guy de Rohan

               │    │    │    │    │    │    │    │    │
               │    │    │    │    │    │    │    │    x (1373) Jeanne d'Évreux dite « 
Jeanne de Navarre
 »
[
25
]
 (1339-1409)
               │    │    │    │    │    │    │    │    │
               │    │    │    │    │    │    │    │    └──> Charles de Rohan dit « 
Charles
 
I
er
 
de Rohan
-
Guéméné
 » (1375-1438), seigneur de 
Guéméné

               │    │    │    │    │    │    │    │         x (1405) 
Catherine du Guesclin
 (????-1461)
               │    │    │    │    │    │    │    │         │
               │    │    │    │    │    │    │    │         └──> 
Louis
 
I
er
 
de Rohan
-Guéméné
 (????-15/12/1457 à 
Saint-Quentin-les-Anges
), seigneur de 
Guéméné

               │    │    │    │    │    │    │    │              x (07/11/1443) 
Marie de Montauban
[
26
]
 (????-1497)
               │    │    │    │    │    │    │    │              │
               │    │    │    │    │    │    │    │              ├──> 
Louis
 II 
de Rohan
-
Guéméné
 
le Grand
 (vers 1444-25/05/1508), seigneur de 
Guéméné
, baron de Lanvaux, seigneur de La Roche-Moysan, du 
Mortiercrolles
, de 
Condé-sur-Noireau
, de Tracy et de Vassy
               │    │    │    │    │    │    │    │              │    x (12/06/1463) 
Louise de Rieux
[
27
]
 (01/03/1446 à 
Ancenis
 – ????)
               │    │    │    │    │    │    │    │              │    │
               │    │    │    │    │    │    │    │              │    ├──> 
Jean de Rohan
-
Guéméné
 (vers 1475-1524), seigneur de 
Landal
, gouverneur de Touraine
               │    │    │    │    │    │    │    │              │    │    x 
Guyonne de Lorgeril
 (????-1502), dame de Lorgeril
               │    │    │    │    │    │    │    │              │    │    │
               │    │    │    │    │    │    │    │              │    │    ├──> 
Catherine de Rohan
-
Guéméné
 (????-1556), dame de La Ribaudière
               │    │    │    │    │    │    │    │              │    │    │    x 
Tanneguy de Kermaven

               │    │    │    │    │    │    │    │              │    │    │    x 
Gilbert de Limoges

               │    │    │    │    │    │    │    │              │    │    │
               │    │    │    │    │    │    │    │              │    │    ├──> 
Marguerite de Rohan
-
Guéméné
 (????-1550), dame de Tressant et de La Tourniolle
               │    │    │    │    │    │    │    │              │    │    │    x 
Louis de 
Malestroit
, seigneur de 
Pontcallec

               │    │    │    │    │    │    │    │              │    │    │
               │    │    │    │    │    │    │    │              │    │    ├──> 
Hélène de Rohan
-
Guéméné
 (????-1541), dame de 
Landal
 et de Lorgeril
               │    │    │    │    │    │    │    │              │    │    │    x 
François de Maure
[
28
]
 (1497-1556), comte de Maure
               │    │    │    │    │    │    │    │              │    │    │
               │    │    │    │    │    │    │    │              │    │    x 
Isabeau de La Chapelle
 (????-1519), dame de La Chapelle et de 
Molac

               │    │    │    │    │    │    │    │              │    │
               │    │    │    │    │    │    │    │              │    ├──> 
Marguerite de Rohan
-
Guéméné
 (vers 1479-????)
               │    │    │    │    │    │    │    │              │    │    x (1490) 
François de Maillé
[
29
]
 (vers 1465 – 
mai 1501
), 
vicomte de Tours
, baron de Maillé
               │    │    │    │    │    │    │    │              │    │
               │    │    │    │    │    │    │    │              │    ├──> 
Louis
 III 
de Rohan
-
Guéméné
 (????-1498), seigneur de 
Guéméné

               │    │    │    │    │    │    │    │              │    │    x (1482) 
Renée de Fou

               │    │    │    │    │    │    │    │              │    │    │
               │    │    │    │    │    │    │    │              │    │    ├──> 
Louis
 IV 
de Rohan
-
Guéméné
 (????-1527), seigneur de 
Guéméné

               │    │    │    │    │    │    │    │              │    │    │    x (1511) 
Marie de Rohan
 (????-1542) 
(voir plus haut)

               │    │    │    │    │    │    │    │              │    │    │    │
               │    │    │    │    │    │    │    │              │    │    │    └──> 
Louis
 V 
de Rohan
-
Guéméné
 (1513-1557), seigneur de 
Guéméné

               │    │    │    │    │    │    │    │              │    │    │         x (1529) 
Marguerite de
 Montfort-
Laval
[
30
]
 (1523-????), dame de Perrier
               │    │    │    │    │    │    │    │              │    │    │         │
               │    │    │    │    │    │    │    │              │    │    │         ├──> 
Louis
 VI 
de Rohan
-Guéméné
 (03/04/1540-04/06/1611), 
prince de Guéméné
, comte de Montbazon
               │    │    │    │    │    │    │    │              │    │    │         │    x (22/07/1561) 
Léonore de Rohan
-
Gié
 (1539-1583), comtesse de Rochefort 
(voir plus bas)

               │    │    │    │    │    │    │    │              │    │    │         │    │
               │    │    │    │    │    │    │    │              │    │    │         │    ├──> 
Renée de Rohan
-
Guéméné
 (1558-????)
               │    │    │    │    │    │    │    │              │    │    │         │    │    x (1578) 
Jean de Coëtquen
 (????-1602), comte de 
Combourg

               │    │    │    │    │    │    │    │              │    │    │         │    │
               │    │    │    │    │    │    │    │              │    │    │         │    ├──> 
Lucrèce de Rohan
-
Guéméné
 (1560-????)
               │    │    │    │    │    │    │    │              │    │    │         │    │    x (1574) 
Jacques de Tournemine
 (????-1584 à 
Rennes
), marquis de Coetmeur, seigneur de Landinière et de Carmelin
               │    │    │    │    │    │    │    │              │    │    │         │    │
               │    │    │    │    │    │    │    │              │    │    │         │    ├──> 
Isabelle de Rohan
-
Guéméné
 (1561-????)
               │    │    │    │    │    │    │    │              │    │    │         │    │    x (1593) 
Nicolas de Pellevé
, comte de Flers
               │    │    │    │    │    │    │    │              │    │    │         │    │
               │    │    │    │    │    │    │    │              │    │    │         │    ├──> 
Pierre de Rohan
-Guéméné
 (1567-1622), 
prince de Guéméné
, 
duc de Montbazon
, baron de 
Mortiercrolles
, seigneur de 
Sainte-Maure

               │    │    │    │    │    │    │    │              │    │    │         │    │    x 
Madeleine de Rieux
[
31
]

               │    │    │    │    │    │    │    │              │    │    │         │    │    │
               │    │    │    │    │    │    │    │              │    │    │         │    │    ├──> 
Anne de Rohan
-Guéméné
 (20/04/1606 à 
Saint-Quentin-les-Anges
 – 13/03/1685 à 
Rochefort-en-Yvelines
), 
princesse de Guéméné

               │    │    │    │    │    │    │    │              │    │    │         │    │    │    x (02/021619) 
Louis
 VIII 
de Rohan
-Guéméné
 (05/08/1598-28/02/1667 à 
Coupvray
), comte de 
Rochefort
, 
duc de Montbazon
, 
prince de Guéméné
, 
grand veneur de France
, 
conseiller d'État
, gouverneur de 
Dourdan
 
(voir plus bas)

               │    │    │    │    │    │    │    │              │    │    │         │    │    │
               │    │    │    │    │    │    │    │              │    │    │         │    │    x 
Antoinette d'Avaugour
[
32
]
 (????-1681), vicomtesse de Guiguen
               │    │    │    │    │    │    │    │              │    │    │         │    │
               │    │    │    │    │    │    │    │              │    │    │         │    ├──> 
Hercule
 
I
er
 
de Rohan
-Guéméné
 (27/08/1568-16/10/1654 à 
Couziers
), 
prince de Guéméné
, 
duc de Montbazon
, comte de 
Rochefort-en-Yvelines
, 
prince de Léon

               │    │    │    │    │    │    │    │              │    │    │         │    │    x (1594) 
Madeleine 
de Lenoncourt
[
33
]
 (1576-28/08/1602)
               │    │    │    │    │    │    │    │              │    │    │         │    │    │
               │    │    │    │    │    │    │    │              │    │    │         │    │    ├──> 
Louis
 VIII 
de Rohan
-Guéméné
 (05/08/1598-28/02/1667 à 
Coupvray
), comte de 
Rochefort
, 
duc de Montbazon
, 
prince de Guéméné
, 
grand veneur de France
, 
conseiller d'État
, gouverneur de 
Dourdan

               │    │    │    │    │    │    │    │              │    │    │         │    │    │    x (02/021619) 
Anne de Rohan
-Guéméné
 (20/04/1606 à 
Saint-Quentin-les-Anges
 – 13/03/1685 à 
Rochefort-en-Yvelines
), 
princesse de Guéméné
 
(voir plus haut)

               │    │    │    │    │    │    │    │              │    │    │         │    │    │    │
               │    │    │    │    │    │    │    │              │    │    │         │    │    │    ├──> 
Louis de Rohan
-Guéméné dit « 
le Chevalier de Rohan
 »
 (1635-27/11/1674 à 
Paris
), aventurier, 
Grand veneur de France
, colonel des gardes de 
Louis XIV

               │    │    │    │    │    │    │    │              │    │    │         │    │    │    │
               │    │    │    │    │    │    │    │              │    │    │         │    │    │    └──> 
Charles
 II 
de Rohan
-
Guéméné
 (1633-1699), 
duc de Montbazon
, 
prince de Guéméné

               │    │    │    │    │    │    │    │              │    │    │         │    │    │         x (1653) 
Jeanne
 Armande 
de Schomberg
[
34
]
 (1632-1706)
               │    │    │    │    │    │    │    │              │    │    │         │    │    │         │
               │    │    │    │    │    │    │    │              │    │    │         │    │    │         ├──> 
Charles
 III 
de Rohan
-Guéméné
 (30/09/1655-10/10/1727), 
duc de Montbazon
, 
prince de Guéméné
, 
pair de France

               │    │    │    │    │    │    │    │              │    │    │         │    │    │         │    x (19/02/1678) 
Marie
 Anne 
d'Albert
[
35
]
 (????-1679)
               │    │    │    │    │    │    │    │              │    │    │         │    │    │         │    x (30/10/1679) 
Charlotte
 Élisabeth 
de Cochefilet
 dite « 
Mademoiselle de Vauvineux
 »
[
36
]
 (1657-1719)
               │    │    │    │    │    │    │    │              │    │    │         │    │    │         │    │
               │    │    │    │    │    │    │    │              │    │    │         │    │    │         │    ├──> 
Charlotte de Rohan
-
Guéméné
 (30/12/1680-20/09/1733)
               │    │    │    │    │    │    │    │              │    │    │         │    │    │         │    │    x (1717) 
Antoine
 François Gaspard 
de Colins
 (????-1720), comte de Mortagne
               │    │    │    │    │    │    │    │              │    │    │         │    │    │         │    │    x (1729) 
Jean
 Antoine 
de Créquy
[
37
]
 (09/11/1699-15/12/1762 à 
Frohen-le-Grand
), comte de 
Canaples

               │    │    │    │    │    │    │    │              │    │    │         │    │    │         │    │
               │    │    │    │    │    │    │    │              │    │    │         │    │    │         │    ├──> 
Louis
 Henri 
de Rohan
-
Guéméné
 (
octobre 1681
-22/01/1689)
               │    │    │    │    │    │    │    │              │    │    │         │    │    │         │    │
               │    │    │    │    │    │    │    │              │    │    │         │    │    │         │    ├──> 
François-Armand de Rohan-Guéméné
 (1682-1717), 
duc de Montbazon
, 
prince de Guéméné
, 
brigadier

               │    │    │    │    │    │    │    │              │    │    │         │    │    │         │    │    x (1698) 
Louise
 Julie 
de La Tour d'Auvergne
-Bouillon
[
38
]
 (1679-1750)
               │    │    │    │    │    │    │    │              │    │    │         │    │    │         │    │    │
               │    │    │    │    │    │    │    │              │    │    │         │    │    │         │    │    └──> 
Charles
 Jules 
de Rohan
-
Guéméné
 (1700-1703)
               │    │    │    │    │    │    │    │              │    │    │         │    │    │         │    │
               │    │    │    │    │    │    │    │              │    │    │         │    │    │         │    ├──> 
Anne
 Thérèse 
de Rohan
-
Guéméné
 (1684-1738), abbesse de l'
abbaye Notre-Dame-de-Jouarre

               │    │    │    │    │    │    │    │              │    │    │         │    │    │         │    │
               │    │    │    │    │    │    │    │              │    │    │         │    │    │         │    ├──> 
Louis
 Henri 
de Rohan
-
Guéméné
 (1686-1748), comte de 
Rochefort-en-Yvelines

               │    │    │    │    │    │    │    │              │    │    │         │    │    │         │    │
               │    │    │    │    │    │    │    │              │    │    │         │    │    │         │    ├──> 
? de Rohan
-
Guéméné
 dite « 
Mademoiselle de 
Rochefort
 » (19/11/1687-????)
               │    │    │    │    │    │    │    │              │    │    │         │    │    │         │    │
               │    │    │    │    │    │    │    │              │    │    │         │    │    │         │    ├──> 
Hercule
 II Mériadec 
de Rohan
-Guéméné
 (13/11/1688-21/12/1757 à 
Sainte-Maure
), 
duc de Montbazon
, 
prince de Guéméné
, 
pair de France

               │    │    │    │    │    │    │    │              │    │    │         │    │    │         │    │    x (1718) 
Louise
 Gabrielle Julie 
de Rohan
-
Soubise
 (1704-1741) 
(voir plus bas)

               │    │    │    │    │    │    │    │              │    │    │         │    │    │         │    │    │
               │    │    │    │    │    │    │    │              │    │    │         │    │    │         │    │    ├──> 
Charlotte
 Louise 
de Rohan
-
Guéméné
 dite « 
Mademoiselle de Rohan
 » (1722-1786)
               │    │    │    │    │    │    │    │              │    │    │         │    │    │         │    │    │    x (1737) 
Vittorio
 Amedeo 
Ferrero Fieschi
 (????-1777), 
prince de Masserano

               │    │    │    │    │    │    │    │              │    │    │         │    │    │         │    │    │
               │    │    │    │    │    │    │    │              │    │    │         │    │    │         │    │    ├──> 
Geneviève
 Armande 
de Rohan
-
Guéméné
 (1724-1753), abbesse de Marquette
               │    │    │    │    │    │    │    │              │    │    │         │    │    │         │    │    │
               │    │    │    │    │    │    │    │              │    │    │         │    │    │         │    │    ├──> 
Jules
 Hercule Mériadec 
de Rohan
-Guéméné
 (25/03/1726 à 
Paris
 – 10/12/1788 à 
Carlsbourg
), 
duc de Montbazon
, 
prince de Guéméné

               │    │    │    │    │    │    │    │              │    │    │         │    │    │         │    │    │    x (1743) 
Marie-Louise
 Henriette 
de La Tour d'Auvergne
[
39
]
 (15/08/1725 à 
Paris
 – 1793 à 
Paris
), 
princesse de Guéméné

               │    │    │    │    │    │    │    │              │    │    │         │    │    │         │    │    │    │
               │    │    │    │    │    │    │    │              │    │    │         │    │    │         │    │    │    └──> 
Henri
 Louis Marie 
de Rohan
-Guéméné
 (30/08/1745 à 
Paris
 – 24/04/1809 à 
Prague
), prince de Rohan-
Guéméné
, 
duc de Montbazon
, 
seigneur de Clisson

               │    │    │    │    │    │    │    │              │    │    │         │    │    │         │    │    │         x (15/01/1761) 
Victoire
 Armande Josèphe 
de Rohan
-Soubise dite « 
Madame de Guéméné
 »
 (28/12/1743-20/09/1807 à 
Paris
), princesse de Maubuisson, 
dame de Clisson
 
(voir plus bas)

               │    │    │    │    │    │    │    │              │    │    │         │    │    │         │    │    │         │
               │    │    │    │    │    │    │    │              │    │    │         │    │    │         │    │    │         ├──> 
Charlotte
 Victoire Josèphe Henriette 
de Rohan
-
Guéméné
 (1761-1771)
               │    │    │    │    │    │    │    │              │    │    │         │    │    │         │    │    │         │
               │    │    │    │    │    │    │    │              │    │    │         │    │    │         │    │    │         ├──> 
Charles
 IV Alain Gabriel 
de Rohan
-Guéméné
 (18/01/1764 à 
Versailles
 – 24/04/1836 à 
Liberec
), 
duc de Montbazon
, 
prince de Guéméné
, 
duc de Bouillon
, 
seigneur de Clisson

               │    │    │    │    │    │    │    │              │    │    │         │    │    │         │    │    │         │    x (29/05/1781 à 
Paris
) 
Louise
 Aglaé 
de Conflans
 d'
Armentières
 (1763-1819)
               │    │    │    │    │    │    │    │              │    │    │         │    │    │         │    │    │         │    │
               │    │    │    │    │    │    │    │              │    │    │         │    │    │         │    │    │         │    └──> 
Berthe de Rohan
-
Guéméné
 (04/05/1782-22/02/1841)
               │    │    │    │    │    │    │    │              │    │    │         │    │    │         │    │    │         │         x (1800) 
Louis
 IX Victor Mériadec 
de Rohan
-
Guéméné
 (1766 à 
Paris
 – 1846 à 
Liberec
), 
prince de Guéméné
, 
duc de Bouillon
 
(voir plus bas)

               │    │    │    │    │    │    │    │              │    │    │         │    │    │         │    │    │         │
               │    │    │    │    │    │    │    │              │    │    │         │    │    │         │    │    │         ├──> 
Marie
 Louise Joséphine 
de Rohan
-
Guéméné
 (1765 à 
Paris
 – 1839)
               │    │    │    │    │    │    │    │              │    │    │         │    │    │         │    │    │         │    x (1780) 
Charles
 Louis Gaspard 
de Rohan
-
Rochefort
 (1765-1843), prince de Montaubon 
(voir plus bas)

               │    │    │    │    │    │    │    │              │    │    │         │    │    │         │    │    │         │
               │    │    │    │    │    │    │    │              │    │    │         │    │    │         │    │    │         ├──> 
Louis
 IX Victor Mériadec 
de Rohan
-
Guéméné
 (1766 à 
Paris
 – 1846 à 
Liberec
), 
prince de Guéméné
, 
duc de Bouillon

               │    │    │    │    │    │    │    │              │    │    │         │    │    │         │    │    │         │    x (1800) 
Berthe de Rohan
-
Guéméné
 (04/05/1782-22/02/1841) 
(voir plus haut)

               │    │    │    │    │    │    │    │              │    │    │         │    │    │         │    │    │         │
               │    │    │    │    │    │    │    │              │    │    │         │    │    │         │    │    │         └──> 
Jules
 Armand Louis 
de Rohan
-
Guéméné
 (1768 à 
Versailles
 – 1836 à 
Liberec
)
               │    │    │    │    │    │    │    │              │    │    │         │    │    │         │    │    │              x (1800) 
Wilhelmine Biron
 de 
Kurland
 (1781-1839)
               │    │    │    │    │    │    │    │              │    │    │         │    │    │         │    │    │
               │    │    │    │    │    │    │    │              │    │    │         │    │    │         │    │    ├──> 
Marie
 Louise 
de Rohan
-
Guéméné
 (1728-1737)
               │    │    │    │    │    │    │    │              │    │    │         │    │    │         │    │    │
               │    │    │    │    │    │    │    │              │    │    │         │    │    │         │    │    ├──> 
Louis-Armand
 Constantin 
de Rohan
-Guéméné dit « 
le Chevalier de Rohan
 »
 (06/04/1732 à 
Paris
 – 27/07/1794 à 
Paris
)
               │    │    │    │    │    │    │    │              │    │    │         │    │    │         │    │    │    x (1771) 
Louise
 Rosalie 
Le Tonnelier
 de Breteuil
[
40
]
 (????-1792)
               │    │    │    │    │    │    │    │              │    │    │         │    │    │         │    │    │
               │    │    │    │    │    │    │    │              │    │    │         │    │    │         │    │    ├──> 
Louis
 René Édouard 
de Rohan
-Guéméné
 (25/09/1734 à 
Paris
 – 17/02/1803 à 
Ettenheim
), prince de Rohan, 
cardinal
-
archevêque de Strasbourg
, membre de l'
Académie française
, grand aumônier du roi et proviseur de la Sorbonne
               │    │    │    │    │    │    │    │              │    │    │         │    │    │         │    │    │
               │    │    │    │    │    │    │    │              │    │    │         │    │    │         │    │    └──> 
Ferdinand
 Maximilien Mériadec 
de Rohan
-Guéméné
 (07/11/1738-31/10/1813 à 
Paris
), prince de Rohan-
Guéméné
, 
archevêque de Bordeaux
, prince-
archevêque de Cambrai
 et de Liège, premier 
aumônier
 de l'impératrice 
Joséphine de Beauharnais

               │    │    │    │    │    │    │    │              │    │    │         │    │    │         │    │         x (relation illégitime) 
Charlotte Stuart
[
41
]
 (29/10/1753-17/11/1789)
               │    │    │    │    │    │    │    │              │    │    │         │    │    │         │    │         │
               │    │    │    │    │    │    │    │              │    │    │         │    │    │         │    │         ├──> 
Marie
 Victoire 
de Rohan
 (1779-1836)
               │    │    │    │    │    │    │    │              │    │    │         │    │    │         │    │         │
               │    │    │    │    │    │    │    │              │    │    │         │    │    │         │    │         ├──> 
Aglaé
 Clémentine 
de Rohan
 (1781-1825)
               │    │    │    │    │    │    │    │              │    │    │         │    │    │         │    │         │
               │    │    │    │    │    │    │    │              │    │    │         │    │    │         │    │         ├──> 
Marie
 Béatrice 
de Rohan
 (1783-1823)
               │    │    │    │    │    │    │    │              │    │    │         │    │    │         │    │         │
               │    │    │    │    │    │    │    │              │    │    │         │    │    │         │    │         └──> 
Charles
 Édouard 
de Rohan
 dit « 
le Chevalier de Roehanstart
 » (1784-28/10/1854 à 
Perthshire
)
               │    │    │    │    │    │    │    │              │    │    │         │    │    │         │    │
               │    │    │    │    │    │    │    │              │    │    │         │    │    │         │    ├──> 
Marie
 Anne 
de Rohan
-
Guéméné
 (1690-1743), 
abbesse de Penthemont

               │    │    │    │    │    │    │    │              │    │    │         │    │    │         │    │
               │    │    │    │    │    │    │    │              │    │    │         │    │    │         │    ├──> 
Anne de Rohan
-
Guéméné
 (1690-1711), religieuse
               │    │    │    │    │    │    │    │              │    │    │         │    │    │         │    │
               │    │    │    │    │    │    │    │              │    │    │         │    │    │         │    ├──> 
Élisabeth de Rohan
-
Guéméné
 (1691-1753), abbesse de Preaux et de l'
abbaye du repos de Notre-Dame de Marquette

               │    │    │    │    │    │    │    │              │    │    │         │    │    │         │    │
               │    │    │    │    │    │    │    │              │    │    │         │    │    │         │    ├──> Charles de Rohan-
Guéméné
 dit « 
Charles de Rohan
-
Rochefort
 » (1693-1766), prince de 
Rochefort

               │    │    │    │    │    │    │    │              │    │    │         │    │    │         │    │    x (1722) 
Éléonore
 Eugénie 
de Béthisy
 de Mézières (1706-1757)
               │    │    │    │    │    │    │    │              │    │    │         │    │    │         │    │    │
               │    │    │    │    │    │    │    │              │    │    │         │    │    │         │    │    └──> 
Branche de Rohan-Rochefort

               │    │    │    │    │    │    │    │              │    │    │         │    │    │         │    │
               │    │    │    │    │    │    │    │              │    │    │         │    │    │         │    ├──> 
Armand de Rohan
-Guéméné
 (10/02/1695 à 
Paris
 – 28/08/1762 à 
Saverne
), abbé du Gard et de 
Gorze
, 
archevêque-duc de Reims
, 
pair de France

               │    │    │    │    │    │    │    │              │    │    │         │    │    │         │    │
               │    │    │    │    │    │    │    │              │    │    │         │    │    │         │    ├──> 
Charlotte
 Julie 
de Rohan
-
Guéméné
 (1696-1756), religieuse
               │    │    │    │    │    │    │    │              │    │    │         │    │    │         │    │
               │    │    │    │    │    │    │    │              │    │    │         │    │    │         │    └──> 
Louis de Rohan
-Guéméné dit « 
le Cardinal de Rohan
 »
 (24/03/1697 à 
Paris
 – 11/03/1779 à 
Paris
), 
évêque de Strasbourg
, 
cardinal

               │    │    │    │    │    │    │    │              │    │    │         │    │    │         │
               │    │    │    │    │    │    │    │              │    │    │         │    │    │         ├──> 
Jean-Baptiste de Rohan
-
Guéméné
 (1657-1704)
               │    │    │    │    │    │    │    │              │    │    │         │    │    │         │    x (1682) 
Charlotte de Bautru-Nogent
 (1641-1725)
               │    │    │    │    │    │    │    │              │    │    │         │    │    │         │    │
               │    │    │    │    │    │    │    │              │    │    │         │    │    │         │    └──> 
Marie
 Jeanne 
de Rohan
-
Guéméné
 (1683-1710)
               │    │    │    │    │    │    │    │              │    │    │         │    │    │         │
               │    │    │    │    │    │    │    │              │    │    │         │    │    │         ├──> 
Joseph de Rohan
-
Guéméné
 (1659-1669)
               │    │    │    │    │    │    │    │              │    │    │         │    │    │         │
               │    │    │    │    │    │    │    │              │    │    │         │    │    │         ├──> 
Charlotte de Rohan
-
Guéméné
 (1661-1754)
               │    │    │    │    │    │    │    │              │    │    │         │    │    │         │    x (
mai 1688
) 
Guy-Henri Chabot
 (27/11/1648-06/11/1690), comte de 
Jarnac
, marquis de 
Soubran
, seigneur de Clion-Somsac, de Maroüette et de Grésignac
               │    │    │    │    │    │    │    │              │    │    │         │    │    │         │    x (1691) 
Pons de Pons
 (????-1705), comte de Roquefort
               │    │    │    │    │    │    │    │              │    │    │         │    │    │         │
               │    │    │    │    │    │    │    │              │    │    │         │    │    │         ├──> 
Élisabeth de Rohan
-
Guéméné
 (1663-1707)
               │    │    │    │    │    │    │    │              │    │    │         │    │    │         │    x (1690) 
Alexandre de Melun
, 
comte de Melun

               │    │    │    │    │    │    │    │              │    │    │         │    │    │         │
               │    │    │    │    │    │    │    │              │    │    │         │    │    │         └──> 
Jeanne de Rohan
-
Guéméné
 (????-1728)
               │    │    │    │    │    │    │    │              │    │    │         │    │    │
               │    │    │    │    │    │    │    │              │    │    │         │    │    ├──> 
Marie de Rohan
-Guéméné
 (
décembre 1600
 à 
Coupvray
 – 12/08/1679), 
duchesse de Luynes
 et 
de Chevreuse

               │    │    │    │    │    │    │    │              │    │    │         │    │    │    x (13/09/1617) 
Charles d'Albert
[
42
]
 (05/08/1578 à 
Pont-Saint-Esprit
 – 15/12/1621 à 
Longueville
), marquis d'Albert, 
duc de Luynes
, 
connétable de France
, 
pair de France

               │    │    │    │    │    │    │    │              │    │    │         │    │    │    x (19/04/1622) 
Claude de Lorraine dit « 
Claude de Guise
 »
[
43
]
 (05/06/1578-24/01/1657), 
duc de Chevreuse

               │    │    │    │    │    │    │    │              │    │    │         │    │    │
               │    │    │    │    │    │    │    │              │    │    │         │    │    x (05/03/1628) 
Marie d'Avaugour
[
44
]
 (1612-28/04/1657 à 
Paris
)
               │    │    │    │    │    │    │    │              │    │    │         │    │    │
               │    │    │    │    │    │    │    │              │    │    │         │    │    ├──> 
François de Rohan-Guéméné dit « 
François de Rohan
-Soubise »
 (1630-24/08/1712 à 
Paris
), 
prince de Soubise
, comte de 
Rochefort

               │    │    │    │    │    │    │    │              │    │    │         │    │    │    x (17/04/1663) 
Anne de Rohan-Chabot
 (1648-04/02/1709 à 
Paris
), 
princesse de Soubise

               │    │    │    │    │    │    │    │              │    │    │         │    │    │    │
               │    │    │    │    │    │    │    │              │    │    │         │    │    │    └──> 
Branche de Rohan-Soubise

               │    │    │    │    │    │    │    │              │    │    │         │    │    │
               │    │    │    │    │    │    │    │              │    │    │         │    │    ├──> 
Anne de Rohan
-
Guéméné
 (1640-1684)
               │    │    │    │    │    │    │    │              │    │    │         │    │    │    x (1661) 
Louis
 Charles 
d'Albert
 de Luynes
[
45
]
 (1620-1690), 
duc de Luynes
, 
duc de Chevreuse
, 
prince de Léon

               │    │    │    │    │    │    │    │              │    │    │         │    │    │
               │    │    │    │    │    │    │    │              │    │    │         │    │    └──> 
Marie
 Éléonore 
de Rohan
-
Guéméné
 (????-08/04/1682), abbesse de 
La Trinité
 de Caen
, abbesse de 
Malnoue

               │    │    │    │    │    │    │    │              │    │    │         │    │
               │    │    │    │    │    │    │    │              │    │    │         │    ├──> 
Sylvie de Rohan
-
Guéméné
 (1570-1651)
               │    │    │    │    │    │    │    │              │    │    │         │    │    x (1594) 
François d'Espinay
 (????-1598), marquis de 
Broons

               │    │    │    │    │    │    │    │              │    │    │         │    │    x (1602) 
Antoine de 
Sillans
 (????-1641), baron de Creuilly
               │    │    │    │    │    │    │    │              │    │    │         │    │
               │    │    │    │    │    │    │    │              │    │    │         │    ├──> 
Marguerite de Rohan
-
Guéméné
 (1574-1618)
               │    │    │    │    │    │    │    │              │    │    │         │    │    x (1605) 
Charles d'Espinay
[
46
]
 (????-29/01/1607), marquis d'Espinay
               │    │    │    │    │    │    │    │              │    │    │         │    │    x (1612) 
Léonard
 Philibert 
de Pompadour
 (????-1634), vicomte de Pompadour
               │    │    │    │    │    │    │    │              │    │    │         │    │
               │    │    │    │    │    │    │    │              │    │    │         │    ├──> 
Alexandre de Rohan
-
Guéméné
 (1578-1638)
               │    │    │    │    │    │    │    │              │    │    │         │    │    x (1624) 
Lucette Tarneau

               │    │    │    │    │    │    │    │              │    │    │         │    │
               │    │    │    │    │    │    │    │              │    │    │         │    ├──> 
Louis
 VII 
de Rohan
-Guéméné
 (1562-01/11/1589), comte puis 
duc de Montbazon
, comte de 
Rochefort
, 
prince de Guéméné

               │    │    │    │    │    │    │    │              │    │    │         │    │    x (1581) 
Madeleine de 
Lenoncourt
[
33
]
 (1576-28/08/1602)
               │    │    │    │    │    │    │    │              │    │    │         │    │
               │    │    │    │    │    │    │    │              │    │    │         │    x (1586) 
Françoise de
 Montmorency-
Laval
[
47
]
 (????-1614)
               │    │    │    │    │    │    │    │              │    │    │         │
               │    │    │    │    │    │    │    │              │    │    │         └──> 
Renée de Rohan
-
Guéméné

               │    │    │    │    │    │    │    │              │    │    │              x 
François de Rohan
-
Gié
 (1515-1559), seigneur de 
Gié
 et de Verger, vicomte de Fronsac, comte d'
Orbec
 
(voir plus bas)

               │    │    │    │    │    │    │    │              │    │    │              x (1559) René de Montmorency-Laval dit « 
René
 II 
de Laval
-Loué »
[
48
]
 (03/02/1546-08/10/1562), seigneur puis baron de Maillé, seigneur de 
Loué
, de 
Benais
, de 
Montsabert
, de Marcillé, du Parvis, 
La Rochecorborn
, La Haye et des Écluses
               │    │    │    │    │    │    │    │              │    │    │              x (1563) 
Jean de
 Montmorency-
Laval
[
48
]
 (25/04/1542-20/09/1578), comte puis marquis de Nesle, comte de 
Joigny
, 
vicomte de Brosse
, seigneur puis baron de 
Bressuire
, seigneur puis baron de La Motte-Sainte-Heraye, baron de La Roche-Chabot et de L'Isle-sous-Montréal, marquis de Nesle, baron puis comte de Maillé, seigneur de 
Loué

               │    │    │    │    │    │    │    │              │    │    │
               │    │    │    │    │    │    │    │              │    │    └──> 
Françoise de Rohan
-
Guéméné

               │    │    │    │    │    │    │    │              │    │         x 
Jacques
 
I
er
 
de Rohan
 (1478-23/10/1527 à 
Corlay
), 
vicomte de Rohan
 et 
de Léon
, 
comte de Porhoët
 
(voir plus haut)

               │    │    │    │    │    │    │    │              │    │
               │    │    │    │    │    │    │    │              │    ├──> 
Jeanne de Rohan
-
Guéméné

               │    │    │    │    │    │    │    │              │    │    x (1498) 
François de Chastellier
, vicomte de 
Pommerit

               │    │    │    │    │    │    │    │              │    │
               │    │    │    │    │    │    │    │              │    ├──> 
Catherine de Rohan
-
Guéméné

               │    │    │    │    │    │    │    │              │    │    x 
Jean de 
Malestroit
, seigneur de Kerser
               │    │    │    │    │    │    │    │              │    │
               │    │    │    │    │    │    │    │              │    ├──> 
Françoise de Rohan
-
Guéméné
, dame de 
Marcheville
 et de 
Varennes

               │    │    │    │    │    │    │    │              │    │    x 
Louis de Husson
, 
comte de Tonnerre

               │    │    │    │    │    │    │    │              │    │    x 
François de Maillé
[
29
]
 (vers 1465 – 
mai 1501
), 
vicomte de Tours
, baron de Maillé
               │    │    │    │    │    │    │    │              │    │
               │    │    │    │    │    │    │    │              │    ├──> 
Henri de Rohan
-
Guéméné
, seigneur de 
Landal

               │    │    │    │    │    │    │    │              │    │    x (1497) 
Marguerite du 
Pont-l'Abbé
, dame de 
Plusquellec
, de 
Callac
, de Trogoff et de 
Coëtanfao

               │    │    │    │    │    │    │    │              │    │
               │    │    │    │    │    │    │    │              │    └──> 
Jacques de Rohan
-
Guéméné

               │    │    │    │    │    │    │    │              │
               │    │    │    │    │    │    │    │              ├──> 
Pierre de Rohan-Guéméné dit « 
Pierre
 
I
er
 
de Rohan
-Gié 
le Maréchal de Gié
 »
 (1451 à 
Saint-Quentin-les-Anges
 – 22/04/1513 à 
Paris
), seigneur de 
Gié
, vicomte de Fronsac, 
maréchal de France

               │    │    │    │    │    │    │    │              │    x (1476) 
Françoise de 
Penhoët
 (1455-1498), vicomtesse de Fronsac
               │    │    │    │    │    │    │    │              │    │
               │    │    │    │    │    │    │    │              │    ├──> 
Branche de Rohan-Gié

               │    │    │    │    │    │    │    │              │    │         │
               │    │    │    │    │    │    │    │              │    │         └──> 
Maison de Rohan-Chabot

               │    │    │    │    │    │    │    │              │    │
               │    │    │    │    │    │    │    │              │    x (1503) 
Marguerite d'Armagnac
 (????-1503), 
comtesse de Guise
, fille de Jacques d'Armagnac-Nemours"
               │    │    │    │    │    │    │    │              │
               │    │    │    │    │    │    │    │              └──> 
Hélène de Rohan
-
Guéméné
 (????-1507)
               │    │    │    │    │    │    │    │                   x 
Pierre du Pont
 (????-1488), 
baron du Pont

               │    │    │    │    │    │    │    │
               │    │    │    │    │    │    │    ├──> 
Marguerite de Rohan
 (vers 1335-14/12/1406)
               │    │    │    │    │    │    │    │    x (1356) 
Jean
 IV 
de Beaumanoir
 (1310-1366), 
seigneur de Beaumanoir
, de 
Merdrignac
 et de La Hardouinaye, 
capitaine
 du château de 
Josselin
, 
maréchal de Bretagne

               │    │    │    │    │    │    │    │    x (vers 1378) 
Olivier
 V 
de Clisson
[
49
]
 (23/04/1336 à 
Clisson
 – 23/04/1407 à 
Josselin
), 
seigneur de Clisson
, 
vicomte de Porhoët
, 
seigneur de Blain
, de 
Josselin
, de 
Belleville
, de 
Montaigu
, de 
La Garnache
, de Yerrick et de 
Beauvoir
, 
baron de Pontchâteau
, 
connétable de France

               │    │    │    │    │    │    │    │
               │    │    │    │    │    │    │    └──> 
Pierre de Rohan

               │    │    │    │    │    │    │
               │    │    │    │    │    │    ├──> 
Geoffroy
 II 
de Rohan
 (???? – vers 1377), 
évêque de Saint-Brieuc
 et 
de Vannes

               │    │    │    │    │    │    │
               │    │    │    │    │    │    x (1322) 
Jeanne de Léon
[
50
]
 (vers 1307 – avant 1340), dame de 
Châteauneuf-en-Thymerais

               │    │    │    │    │    │    │
               │    │    │    │    │    │    ├──> 
Josselin de Rohan
 (????-21/03/1388 à 
Saint-Malo
), 
évêque de Saint-Malo

               │    │    │    │    │    │    │
               │    │    │    │    │    │    ├──> 
Olivier de Rohan
 (????-20/06/1347)
               │    │    │    │    │    │    │
               │    │    │    │    │    │    └──> 
Thibaut de Rohan

               │    │    │    │    │    │
               │    │    │    │    │    ├──> 
Jeanne de Rohan
 (vers 1280-????)
               │    │    │    │    │    │    x (1310) 
Pierre de Kergolay
[
51
]
 (????-1336)
               │    │    │    │    │    │
               │    │    │    │    │    ├──> 
Béatrix de Rohan

               │    │    │    │    │    │    x 
Jean de Beaumanoir
, seigneur de 
Merdrignac

               │    │    │    │    │    │
               │    │    │    │    │    ├──> 
Jacques de Rohan

               │    │    │    │    │    │    x (vers 1316) 
Peronne

               │    │    │    │    │    │
               │    │    │    │    │    ├──> Eudon de Rohan dit « 
Eudon de Rohan
-
Gué-de-l'Isle
 » (???? – après 1346), seigneur du 
Gué-de-l'Isle

               │    │    │    │    │    │    x 
Aliette de Coëtlogon
, dame du 
Gué-de-l'Isle

               │    │    │    │    │    │    │
               │    │    │    │    │    │    └──> 
Branche de Rohan-Gué-de-l'Isle

               │    │    │    │    │    │              │  
               │    │    │    │    │    │              └──> 
Branche de Rohan-Polduc

               │    │    │    │    │    │
               │    │    │    │    │    ├──> 
Alain de Rohan
 (????-1299)
               │    │    │    │    │    │    x 
Agnès d'Avaugour

               │    │    │    │    │    │
               │    │    │    │    │    ├──> 
Geoffroy de Rohan
 (????-1299), 
chanoine

               │    │    │    │    │    │    x 
Catherine de Clisson

               │    │    │    │    │    │
               │    │    │    │    │    ├──> 
Josselin de Rohan
 (????-1306)
               │    │    │    │    │    │
               │    │    │    │    │    └──> 
Guiart de Rohan

               │    │    │    │    │
               │    │    │    │    ├──> 
Jeanne de Rohan
 (1235-????)
               │    │    │    │    │    x 
Hervé
 IV 
 de Léon
seigneur de Léon
 (1225-1281), 
vicomte de Léon
, seigneur de 
Châteauneuf-en-Thymerais

               │    │    │    │    │
               │    │    │    │    ├──> 
Mabile de Rohan

               │    │    │    │    │    x (1251) 
Robert de Beaumetz
, sire de Beaumetz
               │    │    │    │    │
               │    │    │    │    ├──> 
Vilaine de Rohan

               │    │    │    │    │    x 
Richard de 
La Roche-Jagu
, seigneur de 
La Roche-Jagu

               │    │    │    │    │
               │    │    │    │    ├──> 
Tiphaine de Rohan

               │    │    │    │    │    x 
Geoffroy
 II 
de Lanvaux
, seigneur de Lanvaux
               │    │    │    │    │
               │    │    │    │    ├──> 
Philippa de Rohan

               │    │    │    │    │    x 
Henri d'Avaugour
, 
seigneur de Goëlo

               │    │    │    │    │
               │    │    │    │    ├──> 
Geoffroy de Rohan
, seigneur de Noial
               │    │    │    │    │
               │    │    │    │    ├──> 
Mériadec de Rohan
 (????-1301), 
évêque de Vannes

               │    │    │    │    │
               │    │    │    │    └──> 
Philippe de Rohan

               │    │    │    │
               │    │    │    ├──> 
Catherine de Rohan

               │    │    │    │    x 
Geoffroy de 
Hennebont
, seigneur d'
Hennebont

               │    │    │    │    x 
Raoul Niel
, seigneur de La Muce
               │    │    │    │
               │    │    │    └──> 
Héloïse de Rohan

               │    │    │
               │    │    ├──> 
Constance de Rohan
 (vers 1170-????)
               │    │    │    x 
Eudon du Pont dit « 
Eudes
 
I
er
 
de Pontchâteau
 »
[
52
]
 (vers 1165 – après 1200), 
baron de Pontchâteau

               │    │    │
               │    │    ├──> 
Josselin de Rohan
 (????-1251), seigneur de 
Montfort(-sur-Meu)
 et de Noial, 
vicomte de Rohan

               │    │    │    x (1251) 
Mahaut de 
Montfort

               │    │    │
               │    │    ├──> 
Guillaume de Rohan
 (????-1184)
               │    │    │
               │    │    ├──> 
Marguerite de Rohan

               │    │    │
               │    │    ├──> 
Alix de Rohan

               │    │    │
               │    │    x 
Françoise de Corbey

               │    │    │
               │    │    └──> 
branche de Rohan-
Montauban

               │    │
               │    ├──> 
Marguerite de Rohan
 (1155-????)
               │    │    x (1180) 
Hervé
 
I
er
 
de Léon
[
53
]
 (vers 1165-1208), seigneur de Châteauneuf
               │    │
               │    ├──> 
Guillaume de Rohan

               │    │
               │    ├──> 
Josselin de Rohan
 (????-1252), seigneur de 
Montfort(-sur-Meu)
 et de Noial, 
vicomte de Rohan

               │    │    x (avant 1252) 
Mahaut de 
Montfort
[
54
]
 (vers 1214-1279), dame de 
Montfort(-sur-Meu)
 et de 
Boutavant

               │    │
               │    └──> 
Alix de Rohan

               │
               ├──> 
Josselin de Rohan
 (????-1127), seigneur de 
Montauban

               │
               └──> 
Eudon de Rohan
```